# Kasteel Broich
Kasteel Broich (Duits: Schloss Broich) is een kasteel in het stadsdeel Broich van de Duitse stad Mülheim an der Ruhr aan de linkeroever van de rivier Ruhr in de buurt van de binnenstad.
Delen van Kasteel Broich zijn het oudste bewaard gebleven verdedigingswerken uit de vroege middeleeuwen/late Karolingische tijd ten noorden van de Alpen.

## Geschiedenis
Het oudste deel van het kasteel stamt uit de negende eeuw. Op een bergrug, die 11 meter boven de Ruhr uitstak, bevond zich een burcht die een nabijgelegen voorde beschermde. Deze voorde was van groot belang voor de hellweg van Maastricht, via Duisburg, naar het oosten. Nadat de Vikingen in 883 Duisburg veroverd hadden, speelde de burcht in het daaropvolgende jaar een grote rol in Hendrik van Babenberg's expeditie hen weer te verdrijven.
Vanaf de 11e eeuw werd het kasteel Broich genoemd. Het werd door de Heren van Broich uitgebouwd, totdat het aan het einde van de twaalfde eeuw uit een 20 m hoge bergfried, omgeven door een 9 m hoge ringmuur, bestond. In 1240 weerstond het kasteel een belegering door Koenraad van Hochstaden, de aartsbisschop van Keulen.
In 1372 kwam het kasteel in het bezit van het graafschap Limburg. Tussen 1380 en 1400 werd in de voorburcht een gotisch hoofdgebouw van twee verdiepingen gebouwd.
In de vijftiende eeuw kwam graaf Hendrik van Limburg-Broich in conflict met aartsbisschop Diederik II van Keulen. In 1443 werd het kasteel belegerd door de aartsbisschop en diens bondgenoot, hertog Gerard van Gulik-Berg. Daarbij werd het door kanonvuur zwaar beschadigd en uiteindelijk, voor de eerste keer in zijn bestaan, ingenomen. Tijdens het repareren van de schade werd de bergfried afgebroken; de stenen werden gebruikt om de ringmuur te versterken.
Tijdens de Tachtigjarige Oorlog was de heer van Broich, de protestantse Wirich VI. van Daun-Falkenstein, formeel neutraal. Toch werd het kasteel in 1598 door Spaanse troepen belegerd. Een paar dagen nadat Wirich zich had overgegeven, werd hij, ondanks de belofte van de Spaanse bevelhebber, Francesco de Mendoza, alle bewoners van het kasteel te laten gaan, door de Spanjaarden vermoord.
Tussen 1646 en 1658 liet Graaf Willem Wirich van Daun-Falkenstein de schade van 1598 repareren. Hierbij werd het kasteel tot een barokke residentie omgebouwd. Tussen twee torens van de ringmuur werd een nieuw poortgebouw gebouwd (het hochschloss).
In 1806 werd de Heerlijkheid Broich opgeheven en het kasteel raakte in verval. Ten behoeve van straten- en spoorbouw werd het grootste deel van de uitbreidingen die sinds de 17e eeuw gebouwd waren in de 19e en het begin van de 20e eeuw afgebroken. In 1938 kwam het kasteel in het bezit van de stad Mülheim. Tussen 1967 en 1974 werd het ingrijpend gerestaureerd, waarbij het paleis weer grotendeels in de vijftiende-eeuwse toestand werd gebracht. Tussen 2010 en 2019 volgde nog een restauratie van het middeleeuwse deel van het kasteel.

## Tegenwoordig gebruik
Tegenwoordig worden in het hoofdgebouw trouwerijen gehouden. Bovendien kunnen verschillende zalen voor privéfeesten worden gehuurd. In het hochschloss bevindt zich het historisch museum van Mülheim. In het aangrenzende park worden regelmatig festivals en andere activiteiten georganiseerd.